# جزيرة بوكا
جزيرة بوكا هي ثاني أكبر جزيرة في منطقة بوغانفيل ذاتية الحكم.